# 葫芦山摩崖石刻
葫芦山摩崖石刻，位于中国广东省潮州市西湖公园内的葫芦山（葫芦山原称银山，又称湖山或西湖山）。石刻主要集中在葫芦山的南岩与北岩，自唐宋以来至今尚保存130多处。

## 景观
北岩多为唐宋石刻，南岩多为明清石刻。石刻书体则正、草、篆、隶、行俱全，内容众多，涉及风土文物、诗词联语、历史纪事等。较著名的有宋代的《俞献卿葬妻文》《重辟西湖记》《寿安岩》《放生》《湖山图画》等石刻。其中在南岩石壁的清道光年间丁秉贤题写的“湖山图画”四字，字径长达1.7米。

## 交通
1路公车河头下车